# Ursula Münch

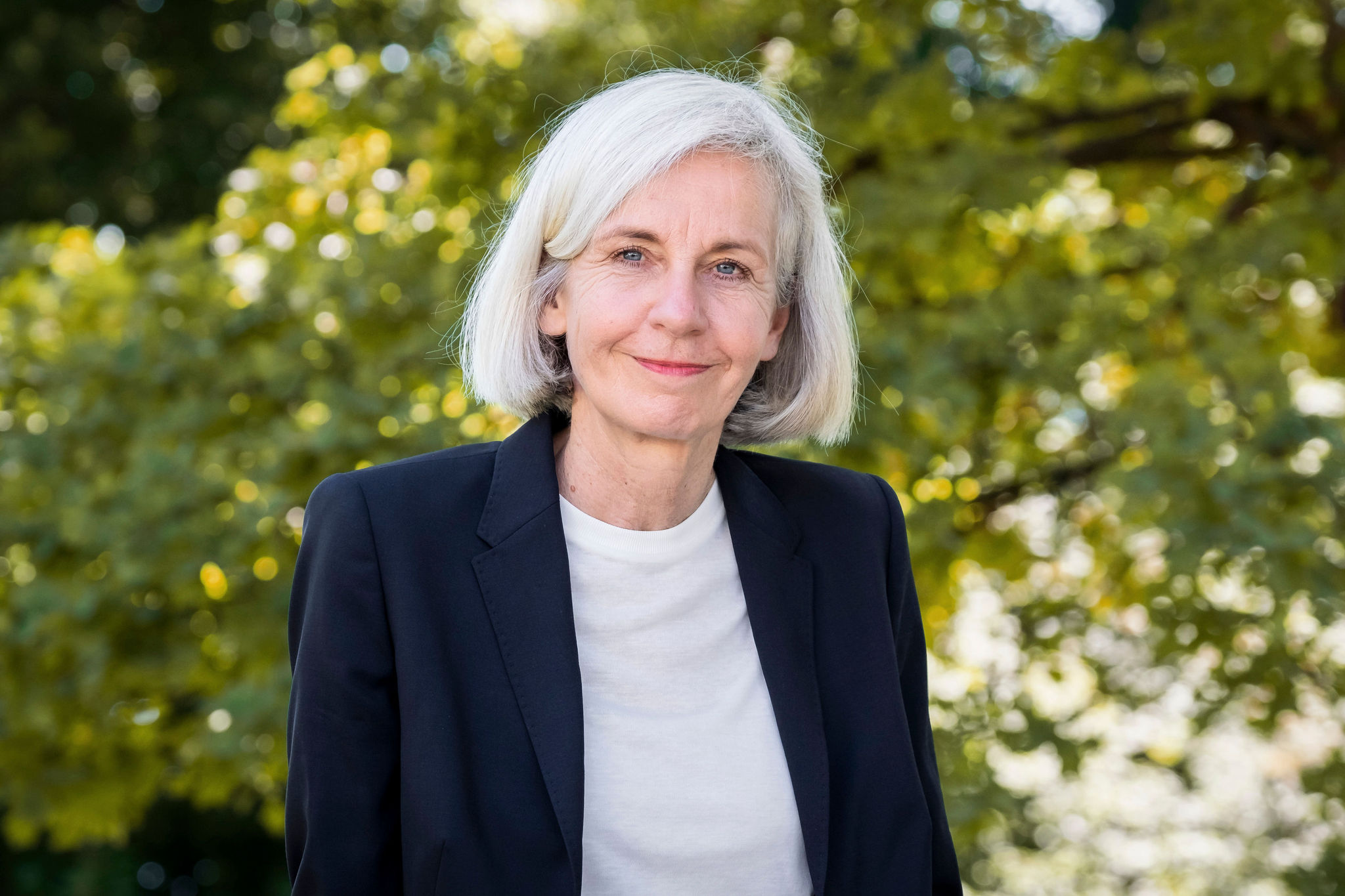
Ursula Münch (2022)

Ursula Münch (* 1961 in Esslingen am Neckar) ist eine derzeit beurlaubte Professorin für Politikwissenschaft an der Universität der Bundeswehr München sowie Direktorin der Akademie für Politische Bildung in Tutzing am Starnberger See.

## Leben
Nach dem Abitur im Jahr 1980 in Göppingen absolvierte sie von 1980 bis 1985 ein Studium der Politikwissenschaft, Kommunikationswissenschaft, Psychologie sowie der Neueren Geschichte an der Ludwig-Maximilians-Universität (LMU) in München. Von 1986 bis 1996 war sie Wissenschaftliche Mitarbeiterin am Geschwister-Scholl-Institut für Politische Wissenschaft der LMU sowie Lehrbeauftragte an der Hochschule für Politik München. 1989 wurde sie zum Dr. phil. im Fach der Politikwissenschaft an der LMU mit einer Arbeit zum Thema Familienpolitik in der Bundesrepublik Deutschland promoviert.
1993 war sie Visiting Assistant Professor am Department of Political Science der University of Minnesota in Minneapolis, Vereinigte Staaten. 1996 erfolgte ihre Habilitation an der LMU. Von 1996 bis 1999 war sie zunächst Professur- und dann Lehrstuhlvertreterin am Geschwister-Scholl-Institut für Politikwissenschaft sowie Privatdozentin an der LMU.
Seit 1999 ist Ursula Münch Professorin für Politikwissenschaft (unter besonderer Berücksichtigung der Innenpolitik und der Vergleichenden Regierungslehre) an der Universität der Bundeswehr München. Von 2006 bis 2009 war sie dort Prodekanin der Fakultät für Staats- und Sozialwissenschaften, von 2009 bis 2011 Dekanin. Seit dem 1. November 2011 ist Münch Direktorin der Akademie für Politische Bildung in Tutzing. Dafür wurde sie von der Universität der Bundeswehr München beurlaubt.
Münch war von 1999 bis 2002 Mitglied der Enquete-Kommission des Bayerischen Landtags zur „Reform des Föderalismus – Stärkung der Landesparlamente“. Seit 2014 ist sie Mitglied der Abgeordnetenrechtskommission des Bayerischen Landtags.
Seit 2021 ist Münch Fellow der NRW School of Governance. Ebenfalls seit 2021 gehört sie dem Wissenschaftlichen Beirat der Bundeszentrale für politische Bildung und dem Kuratorium des Bayerischen Forschungszentrums für Interreligiöse Diskurse (BaFID) an. Münch ist unter anderem Mitglied des Hochschulbeirats der Hochschule für Politik München an der Technischen Universität München (TUM) und der Ethik-Kommission der Deutschen Vereinigung für Politikwissenschaft (DVPW). Seit 2023 gehört sie den Kuratorien sowohl des Bildungswerkes des Deutschen Bundeswehrverbandes als auch der Gesellschaft für Sicherheitspolitik e. V. an, außerdem ist sie Mitglied im Beirat des Bayerischen Landesvereins für Heimatpflege e. V. Seit Juni 2023 ist sie Vorsitzende des Freundeskreises der Universität der Bundeswehr München. Bis 2021 war sie Mitglied des Wissenschaftsrats und bis 2022 Mitglied im Hochschulrat der Ludwig-Maximilians-Universität München. Sie ist Mitglied in weiteren wissenschaftlichen Gremien, unter anderem dem Wissenschaftlichen Beirat der Bundeszentrale für politische Bildung und dem Kuratorium des Bayerischen Forschungszentrums für Interreligiöse Diskurse (BaFID) sowie ehemaliges Mitglied im Wissenschaftsrat und im Direktorium des Bayerischen Forschungsinstituts für Digitale Transformation (bidt). Seit Oktober 2019 nimmt sie regelmäßig an der Fernsehsendung Der Sonntags-Stammtisch im BR-Fernsehen teil.
Münch ist verheiratet und hat zwei Kinder.

## Forschung
Ursula Münchs Forschungsschwerpunkte sind unter anderem Föderalismus- und Parteienforschung sowie Politikfeldanalysen (Asyl- und Einwanderungspolitik, Bildungspolitik, Familienpolitik, Innere Sicherheit). Darüber hinaus arbeitet sie zu Fragen der gesellschaftlichen Integration, des demografischen Wandels und den Auswirkungen der Digitalen Transformation auf Politik und Gesellschaft.

## Lehre
Schwerpunkte ihrer universitären Lehre sind neben der Analyse des politischen Systems Deutschlands und verschiedener westlicher Demokratien die Vergleichende Regierungslehre sowie deren Forschungsansätze. Sie lehrt aber auch Demokratie- und Staatstheorien sowie politische Willensbildungs- und Entscheidungsprozesse in Parlament, Regierung, Parteien und Verbänden.

## Rezeption
Die Wochenzeitung Die Zeit schrieb im Oktober 2020, Münch gelte als „eine der besten CSU-Erklärerinnen überhaupt“.

## Auszeichnungen
2023 wurde Münch der Bayerische Verfassungsorden verliehen.

## Veröffentlichungen (Auswahl)

### Monografien
- mit Emil Hübner: Das politische System der USA. Eine Einführung. 7., überarbeitete und aktualisierte Auflage. C. H. Beck, München 2013, ISBN 978-3-406-64428-3.
- mit Heinz Laufer: Das föderale System der Bundesrepublik Deutschland. 8., neu bearbeitete Auflage. Bayerische Landeszentrale für politische Bildungsarbeit, München 2010.
- Freistaat im Bundesstaat. Bayerns Politik in 50 Jahren Bundesrepublik Deutschland. Olzog, München 1999, ISBN 3-7892-8021-6.
- Sozialpolitik und Föderalismus. Zur Dynamik der Aufgabenverteilung im sozialen Bundesstaat. Leske + Budrich, Opladen 1997, ISBN 3-8100-1818-X.
- Asylpolitik in der Bundesrepublik Deutschland. Entwicklung und Alternativen. Leske + Budrich, Opladen 1992, ISBN 3-8100-0955-5 (2., überarbeitete und ergänzte Auflage. ebenda 1993, ISBN 3-8100-1125-8).
- Familienpolitik in der Bundesrepublik Deutschland. Maßnahmen, Defizite, Organisation familienpolitischer Staatstätigkeit. Lambertus, Freiburg im Breisgau 1990, ISBN 3-7841-0495-9 (Zugleich: München, Universität, Dissertation, 1989).

### Aufsätze
- Politikwissenschaftliche Dimensionen von Entwicklung und Stand des bundesdeutschen Föderalismus. In: Ines Härtel (Hrsg.): Handbuch Föderalismus. Band 1: Grundlagen des Föderalismus und der deutsche Bundesstaat. Springer, Berlin u. a. 2012, ISBN 978-3-642-01572-4, S. 179–195, doi:10.1007/978-3-642-01573-1_9.
- Deutscher Bildungsföderalismus – Chancen und Risiken. In: Alain-G. Gagnon, Roland Sturm (Hrsg.): Föderalismus als Verfassungsrealität. Deutschland und Kanada im Vergleich. Nomos, Baden-Baden 2011, ISBN 978-3-8329-6760-4, S. 173–191.
- Föderale und parteipolitische Interdependenzen bei schulpolitischen Innovationsprozessen. In: Jahrbuch des Föderalismus. 2010, ISSN 1616-6558, S. 188–199.
- Familienpolitik, Jugendpolitik, Altenpolitik. In: Bundesministerium für Gesundheit und Soziale Sicherung (Hrsg.): Geschichte der Sozialpolitik in Deutschland seit 1945. Band 4: Michael Ruck, Marcel Boldorf (Hrsg.): 1957–1966. Bundesrepublik Deutschland. Sozialpolitik im Zeichen des erreichten Wohlstandes. Nomos, Baden-Baden 2007, ISBN 978-3-7890-7319-9, S. 547–609.
- Konkurrenzföderalismus für die Bundesrepublik: Eine Reformdebatte zwischen Wunschdenken und politischer Machbarkeit. In: Jahrbuch des Föderalismus. 2001, S. 115–127.